# Cat Hobaiter
 (août 2021).
Catherine (Cat) Hobaiter est une primatologue britannique spécialisée dans le comportement social des chimpanzés sauvages. Elle mène des études à long terme sur ceux de la réserve forestière de Budongo, en Ouganda, et s'intéresse particulièrement au rôle des gestes dans la communication. 

## Biographie
Catherine (Cat) Hobaiter a vécu au Liban étant enfant, avant de retourner au Royaume-Uni . Docteur ès sciences de l'université de St Andrews, en 2011, elle y enseigne aujourd'hui ,. Elle consacre cependant un temps considérable à la recherche sur le terrain en Ouganda.
Son intérêt pour le comportement comparatif se manifeste alors qu'elle est étudiante de premier cycle. Le professeur Richard Byrne, de l'université de St Andrews, l'encourage à effectuer un travail de terrain de quatre mois dans la réserve forestière de Budongo, à la recherche de babouins . Elle se tourne rapidement vers l'étude des gorilles sauvages et des chimpanzés, en particulier du groupe de chimpanzés de Sonso qui, dans la réserve, est habitué aux humains depuis les années 1990.
Cat Hobaiter étudie les gestes utilisés dans la nature par les grands singes, en particulier les chimpanzés, pour communiquer. Ce travail nécessite de les filmer pour analyser en détail leur comportement. Cette méthode avait déjà été employée, mais dans des zoos et des parcs animaliers. Cat Hobaiter élabore progressivement un catalogue d'environ 80 gestes qui forment un langage commun à plusieurs groupes de singes sauvages . Une étude complémentaire révèle que certains des gestes étaient également compris par les humains ,. Cat Hobaiter s'efforce par ailleurs d'accoutumer à la présence humaine un autre groupe de chimpanzés vivant dans la forêt de Budongo, le groupe Waibira, afin de permettre une comparaison plus large des gestes utilisés pour la communication en milieu naturel .
Les films réalisés dans le cadre de ces travaux ont révélé d'autres aspects de la vie des chimpanzés, comme l'utilisation de nouveaux outils pour boire .
Ses recherches portent désormais sur l'évolution du langage humain, en étudiant l'utilisation des gestes chez les humains et les grands singes . L'idée qu'un système gestuel aurait pu évoluer vers une langue parlée telle qu'utilisée par les humains est controversée mais l'étude des gestes utilisés par les enfants avant qu'ils ne puissent parler, ainsi que des gestes répandus chez les chimpanzés peuvent fournir des informations pour éclairer le débat .
Les travaux de Cat Hobaiter sont largement évoqués dans l'ouvrage de la zoologiste britannique Lucy Cooke The Truth About Animals: Stoned Sloths, Lovelorn Hippos, and Other Tales from the Wild Side of Wildlife, publié en français en 2021 sous le titre : L'énigme de l'anguille et autres bizarreries animales.

## Publications
Cat Hobaiter est l'auteure ou la co-auteure de plus de 65 publications scientifiques, dont :
- Catherine Hobaiter (2020) The importance of being in situ Current Biology 30 R199-R201
- Juan Olvido Perea-García, Mariska E. Kret, Antónia Monteiro, Catherine Hobaiter (2019) Scleral pigmentation leads to conspicuous, not cryptic, eye morphology in chimpanzees Proceedings of the National Academy of Sciences of the United States of America 116 19248–19250
- Andrea Knox, Joey Markx, Emma How, Abdul Azis, Catherine Hobaiter, Frank J.F. van Veen, Helen Morrogh-Bernard (2019) Gesture use in communication between mothers and offspring in wild orang-utans (Pongo pygmaeus wurmbii) from the Sabangau peat-swamp forest, Borneo International Journal of Primatology 40 393–416
- Byrne, R. W., Cartmill, E., Genty, E., Graham, K. E., Hobaiter, C. & Tanner, J. (2017) Great ape gestures: intentional communication with a rich set of innate signals. Animal Cognition 20 755-769
- Gruber, T., Poisot, T., Zuberbuehler, K., Hoppitt, W. & Hobaiter, C. (2015) The spread of a novel behaviour in wild chimpanzees: new insights into the ape cultural mind. Communicative and Integrative Biology 8 e1017164.
- Wilson, M. L., Boesch, C., Fruth, B., Furuichi, T., Gilby, I. C., Hashimoto, C., Hobaiter, C., Hohmann, G., Itoh, N., Koops, K., Lloyd, J. N., Matsuzawa, T., Mitani, J. C., Mjungu, D. C., Morgan, D., Muller, M. N., Mundry, R., Nakamura, M., Pruetz, J., Pusey, A. E. & 10 others  (2014) Lethal aggression in Pan is better explained by adaptive strategies than human impacts Nature. 513 414-417
- Hobaiter, C. & Byrne, R. W., (2014) The meanings of chimpanzee gestures Current Biology 24 1596-1600
- Hobaiter, C. & Byrne, R. W., (2011) The gestural repertoire of the wild chimpanzee Animal Cognition 14 745-767
- Genty, E. J. P., Breuer, T., Hobaiter, C. L. & Byrne, R. W., (2009) Gestural communication of the gorilla (Gorilla gorilla): repertoire, intentionality, and possible origins Animal Cognition 12 527-546

## Prix et distinctions
En 2016, Cat Hobaiter est nommée vice-présidente pour la Communication de la Société internationale de primatologie .
Elle a été l'invitée de l' émission The Life Scientific de la BBC Radio 4 en mai 2018 .
En août 2020, elle était invitée de l'émission The Infinite Monkey Cage de la BBC Radio 4 pour parler de l'évolution de la compréhension des chimpanzés depuis les années 1960 .